# Nokia Lumia 520
De Nokia Lumia 520 is een smartphone van het Finse bedrijf Nokia. Het is Nokia's eerste lowbudgettoestel met Windows Phone 8, en kreeg in 2014 een update naar Windows Phone 8.1.
De Lumia 520 was beschikbaar in vijf verschillende kleuren.

## Nokia Lumia 521
De Nokia Lumia 521 is een Amerikaanse variant van de Lumia 520. Het enige grote verschil is dat de Lumia 521 iets langer is waardoor sommige accessoires zoals screenprotecters en hoesjes niet passen. De Lumia 521 werd alleen bij T-Mobile in de Verenigde Staten verkocht. Verder is de Lumia 521 in specificaties gelijk aan de Lumia 520, die wereldwijd werd verkocht. De Lumia 521 was alleen beschikbaar in wit.

## Nokia Lumia 525
De Nokia Lumia 525 is de opvolger van de Lumia 520. De toestellen tonen in uiterlijk geen verschil met elkaar, en ook innerlijk is er niet veel veranderd. Het grootste verschil is dat de Lumia 525 1 GB aan RAM heeft in plaats van de 512 MB van de Lumia 520, wat zorgt voor betere prestaties. De Lumia 525 was beschikbaar in vier kleuren.

## Nokia Lumia 526
De Nokia Lumia 526 is een Chinese variant van de Lumia 525. Er zitten geen verschillen tussen de toestellen op enkele 3G/4G banden na. De Lumia 526 werd alleen in China verkocht. Verder is de Lumia 526 in specificaties gelijk aan de Lumia 525, die wereldwijd werd verkocht. De Lumia 526 was beschikbaar in dezelfde vier kleuren als de Lumia 525.

## Problemen

### Camera aan de voorzijde
De Lumia 520, 521, 525 en 526 bevatten geen van alle een camera aan de voorzijde van het apparaat, ook wel een selfie camera genoemd. Dit maakte het vrijwel onmogelijk om te kunnen videobellen. Ook werd het daarmee moeilijk om een zelfportret te maken of de smartphone als spiegel te gebruiken.

### Gebrek aan RAM
Doordat de Lumia 520 en 521 slechts 512 MB aan RAM hebben, zijn er problemen met het laden van bepaalde apps. De meeste apps waren namelijk ontworpen voor de 1 GB aan RAM waar de duurdere toestellen mee kwamen. Desalniettemin werd het toestel goed ontvangen vanwege zijn lage prijspunt en door de populariteit van het toestel werden verschillende apps toch aangepast om beter te functioneren op deze en andere lowbudgettelefoons.

### Geen upgrade naar Windows 10 Mobile
Bij de laatste grote update van Windows Phone 8.1 (Update 2) werd de ondersteuning voor veel oudere Lumia's stopgezet, waaronder die van de Lumia 520/521/525/526. Dit betekende ook dat de toestellen geen ondersteuning voor Windows 10 Mobile zouden krijgen. In eerdere fasen werd er echter door Microsoft geëxperimenteerd met deze telefoons omdat hun doel was alle telefoons met Windows Phone 8.1 de upgrade te geven naar Windows 10 Mobile (v1511), zelfs als Update 2 niet was geïnstalleerd. Via het Windows Insider programma konden testversies van Windows 10 Mobile v1511 worden geïnstalleerd, en later ook de stabiele release. De update werd echter nooit officieel uitgerold omdat Microsoft beweerde dat de prestaties niet goed genoeg zouden zijn door de verouderde processor en het tekort aan RAM. Dit leidde tot veel kritiek omdat deze versie wel degelijk goed zou werken. Latere versies van Windows 10 Mobile, zoals de Jubileumupdate (v1607) werden in zijn algeheel niet ondersteund, ook niet via het Insider programma.

## Root access
In 2015 werd er door ethisch hacker Rene Lergner, beter bekend onder alias Heathcliff74, een hack ontwikkeld waardoor tweede generatie Lumia's met Windows Phone 8 konden worden geroot, met uitzondering van de Lumia Icon en Lumia 1520. Via een applicatie genaamd Windows Phone Internals kon de bootloader worden ontgrendeld en werd het dus mogelijk om niet-geautoriseerde code uit te voeren. De ontdekkingen werden goed ontvangen door anderen, zo konden er aanpassingen gemaakt worden. Begin 2018 werd versie 2 uitgebracht die ook werkte met Windows 10 Mobile en de nieuwere Lumia's. Deze versie werd later open source.

## Specificaties
| Modellen                 | Modellen                      | Lumia 520                           | Lumia 521                           | Lumia 525                           | Lumia 526                           |
| Introductie              | Introductie                   | 25 februari 2013                    | 25 februari 2013                    | 27 november 2013                    | 27 november 2013                    |
| Originele OS versie      | Originele OS versie           | Windows Phone 8 Update 1            | Windows Phone 8 Update 1            | Windows Phone 8 Update 3            | Windows Phone 8 Update 3            |
| Hoogste OS versie        | Officieel                     | Windows Phone 8.1 Update 1          | Windows Phone 8.1 Update 1          | Windows Phone 8.1 Update 1          | Windows Phone 8.1 Update 1          |
| Hoogste OS versie        | Insider previews              | Windows 10 Mobile (1511)            | Windows 10 Mobile (1511)            | Windows 10 Mobile (1511)            | Windows 10 Mobile (1511)            |
| Productie codenaam       | Productie codenaam            | RM-913/914/915                      | RM-917                              | RM-998                              | RM-997                              |
| Specificaties            | Specificaties                 | Lumia 520                           | Lumia 521                           | Lumia 525                           | Lumia 526                           |
| Afmetingen               | hoogte                        | 119,9 mm                            | 124 mm                              | 119,9 mm                            | 119,9 mm                            |
| Afmetingen               | breedte                       | 64,0 mm                             | 64,0 mm                             | 64,0 mm                             | 64,0 mm                             |
| Afmetingen               | dikte                         | 9,9 mm                              | 9,9 mm                              | 9,9 mm                              | 9,9 mm                              |
| Gewicht (g)              | Gewicht (g)                   | 124 g                               | 124,5 g                             | 124 g                               | 124 g                               |
| Volume (cm3)             | Volume (cm3)                  | 75,7 cm3                            | 78,5 cm3                            | 75,7 cm3                            | 75,7 cm3                            |
| Kleuren achterkant       |                               |                                     |                                     |                                     |                                     |
| Kleuren voorkant         |                               |                                     |                                     |                                     |                                     |
| Verwijderbare achterkant | Verwijderbare achterkant      | Ja                                  | Ja                                  | Ja                                  | Ja                                  |
| Scherm                   | Scherm                        | Lumia 520                           | Lumia 521                           | Lumia 525                           | Lumia 526                           |
| Diagonaal (inch)         | Diagonaal (inch)              | 4.0" (10,16 cm)                     | 4.0" (10,16 cm)                     | 4.0" (10,16 cm)                     | 4.0" (10,16 cm)                     |
| Resolutie (pixels)       | Resolutie (pixels)            | 480×800                             | 480×800                             | 480×800                             | 480×800                             |
| Pixel dichtheid (ppi)    | Pixel dichtheid (ppi)         | 235                                 | 235                                 | 235                                 | 235                                 |
| Schermafmetingen         | hoogte                        | 86,0 mm                             | 86,0 mm                             | 86,0 mm                             | 86,0 mm                             |
| Schermafmetingen         | breedte                       | 52,0 mm                             | 52,0 mm                             | 52,0 mm                             | 52,0 mm                             |
| Screen-to-body-ratio     | Screen-to-body-ratio          | 58,28%                              | 56,35%                              | 58,28%                              | 58,28%                              |
| Kleurweergave            | Kleurdiepte                   | TrueColor 24-bit (16777216 kleuren) | TrueColor 24-bit (16777216 kleuren) | TrueColor 24-bit (16777216 kleuren) | TrueColor 24-bit (16777216 kleuren) |
| Kleurweergave            | DCI-P3-kleurruimte            | Nee                                 | Nee                                 | Nee                                 | Nee                                 |
| ClearBlack polarizer     | ClearBlack polarizer          | Nee                                 | Nee                                 | Nee                                 | Nee                                 |
| Glance scherm            | Glance scherm                 | Nee                                 | Nee                                 | Nee                                 | Nee                                 |
| Gorilla Glass            | Gorilla Glass                 | Nee                                 | Nee                                 | Nee                                 | Nee                                 |
| On-screen taakbalk       | On-screen taakbalk            | Nee                                 | Nee                                 | Nee                                 | Nee                                 |
| Super Sensitive Touch    | Super Sensitive Touch         | Ja                                  | Ja                                  | Ja                                  | Ja                                  |
| Technologie              | Technologie                   | LCD                                 | LCD                                 | LCD                                 | LCD                                 |
| Verversingssnelheid      | Verversingssnelheid           | 60 Hz                               | 60 Hz                               | 60 Hz                               | 60 Hz                               |
| Geheugen/Processor       | Geheugen/Processor            | Lumia 520                           | Lumia 521                           | Lumia 525                           | Lumia 526                           |
| RAM                      | RAM                           | 512 MB                              | 512 MB                              | 1 GB                                | 1 GB                                |
| Opslag                   | Opslag                        | 8 GB                                | 8 GB                                | 8 GB                                | 8 GB                                |
| Uitbreidbaar             | Uitbreidbaar                  | microSD, tot 64 GB                  | microSD, tot 64 GB                  | microSD, tot 64 GB                  | microSD, tot 64 GB                  |
| Processor                | System-on-a-chip              | Qualcomm Snapdragon S4 MSM8227      | Qualcomm Snapdragon S4 MSM8227      | Qualcomm Snapdragon S4 MSM8227      | Qualcomm Snapdragon S4 MSM8227      |
| Processor                | Bit                           | 32 bit                              | 32 bit                              | 32 bit                              | 32 bit                              |
| Processor                | Cores                         | Dual core                           | Dual core                           | Dual core                           | Dual core                           |
| Processor                | Productie-procedé             | 28 nm                               | 28 nm                               | 28 nm                               | 28 nm                               |
| Processor                | ARM-instructieset             | v7                                  | v7                                  | v7                                  | v7                                  |
| Processor                | Kloksnelheid per core (GHz)   | 1,0                                 | 1,0                                 | 1,0                                 | 1,0                                 |
| GPU                      | GPU                           | Adreno 305                          | Adreno 305                          | Adreno 305                          | Adreno 305                          |
| Connectiviteit           | Connectiviteit                | Lumia 520                           | Lumia 521                           | Lumia 525                           | Lumia 526                           |
| Netwerken                | GSM                           | 850/900/1800/1900                   | 850/900/1800/1900                   | 850/900/1800/1900                   | 850/900/1800/1900                   |
| Netwerken                | UMTS                          | Band 1/2/5/8                        | Band 1/2/4/5                        | Band 1/8                            | Band 1/2                            |
| Netwerken                | LTE Advanced                  | Geen 4G                             | Geen 4G                             | Geen 4G                             | Geen 4G                             |
| Bluetooth                | Bluetooth                     | 4.0                                 | 4.0                                 | 4.0                                 | 4.0                                 |
| Wifi                     | Wifi                          | a/b/g/n                             | b/g/n                               | b/g/n                               | b/g/n                               |
| NFC                      | NFC                           | Nee                                 | Nee                                 | Nee                                 | Nee                                 |
| Gps                      | Gps                           | Ja                                  | Ja                                  | Ja                                  | Ja                                  |
| GLONASS                  | GLONASS                       | Ja                                  | Ja                                  | Ja                                  | Ja                                  |
| Sim                      | Aantal Sims                   | 1                                   | 1                                   | 1                                   | 1                                   |
| Sim                      | Grootte                       | Micro-Sim                           | Micro-Sim                           | Micro-Sim                           | Micro-Sim                           |
| Connectoren              | Audio                         | 3,5mm audio jack                    | 3,5mm audio jack                    | 3,5mm audio jack                    | 3,5mm audio jack                    |
| Connectoren              | Opladen/Gegevensoverdracht    | USB Micro-B 2.0                     | USB Micro-B 2.0                     | USB Micro-B 2.0                     | USB Micro-B 2.0                     |
| Connectoren              | Video                         | Nee                                 | Nee                                 | Nee                                 | Nee                                 |
| FM Radio                 | FM Radio                      | Ja                                  | Ja                                  | Ja                                  | Ja                                  |
| Miracast                 | Miracast                      | Nee                                 | Nee                                 | Nee                                 | Nee                                 |
| Digitale TV              | Digitale TV                   | Nee                                 | Nee                                 | Nee                                 | Nee                                 |
| Continuum                | Continuum                     | Nee                                 | Nee                                 | Nee                                 | Nee                                 |
| Batterij                 | Batterij                      | Lumia 520                           | Lumia 521                           | Lumia 525                           | Lumia 526                           |
| Capaciteit (mAh)         | Capaciteit (mAh)              | 1430                                | 1430                                | 1430                                | 1430                                |
| Model                    | Model                         | BL-5J 3,7V                          | BL-5J 3,7V                          | BL-5J 3,7V                          | BL-5J 3,7V                          |
| Verwijderbaar            | Verwijderbaar                 | Ja                                  | Ja                                  | Ja                                  | Ja                                  |
| Qi draadloos opladen     | Qi draadloos opladen          | Nee                                 | Nee                                 | Nee                                 | Nee                                 |
| Batterijvermogen (uur)   | Standby                       | 440                                 | n/a                                 | 336                                 | 420                                 |
| Batterijvermogen (uur)   | Muziek playback               | 73                                  | 45                                  | 48                                  | 47                                  |
| Batterijvermogen (uur)   | Video playback                | 5,9                                 | n/a                                 | 5,9                                 | 5,9                                 |
| Batterijvermogen (uur)   | Video opname                  | n/a                                 | n/a                                 | n/a                                 | n/a                                 |
| Batterijvermogen (uur)   | Wifi netwerk browsen          | 7,3                                 | n/a                                 | 7,5                                 | 7,3                                 |
| Batterijvermogen (uur)   | 3G netwerk browsen            | 6,7                                 | n/a                                 | 5,9                                 | 6,8                                 |
| Batterijvermogen (uur)   | Beltijd (2G)                  | 17,4                                | 8                                   | 16,9                                | 17,2                                |
| Batterijvermogen (uur)   | Beltijd (3G)                  | 15,9                                | 9                                   | 10,6                                | 19,4                                |
| Batterijvermogen (uur)   | Beltijd (4G)                  | Geen 4G                             | Geen 4G                             | Geen 4G                             | Geen 4G                             |
| Technologie              | Technologie                   | Lithium-ion                         | Lithium-ion                         | Lithium-ion                         | Lithium-ion                         |
| Camera                   | Camera                        | Lumia 520                           | Lumia 521                           | Lumia 525                           | Lumia 526                           |
| Camera aan de voorzijde  | Apertuur                      | Geen Camera                         | Geen Camera                         | Geen Camera                         | Geen Camera                         |
| Camera aan de voorzijde  | Megapixel                     | Geen Camera                         | Geen Camera                         | Geen Camera                         | Geen Camera                         |
| Camera aan de voorzijde  | Videoresolutie                | Geen Camera                         | Geen Camera                         | Geen Camera                         | Geen Camera                         |
| Hoofdcamera              | Autofocus                     | Ja                                  | Ja                                  | Ja                                  | Ja                                  |
| Hoofdcamera              | Apertuur                      | ƒ/2,4                               | ƒ/2,4                               | ƒ/2,4                               | ƒ/2,4                               |
| Hoofdcamera              | 35mm equivalent (mm)          | 28 mm                               | 28 mm                               | 28 mm                               | 28 mm                               |
| Hoofdcamera              | Megapixel                     | 5,0                                 | 5,0                                 | 5,0                                 | 5,0                                 |
| Hoofdcamera              | Sensorgrootte (inch)          | 1/4 (6,35 mm)                       | 1/4 (6,35 mm)                       | 1/4 (6,35 mm)                       | 1/4 (6,35 mm)                       |
| Hoofdcamera              | Videoresolutie                | HD (720×1280) in 30 fps             | HD (720×1280) in 30 fps             | HD (720×1280) in 30 fps             | HD (720×1280) in 30 fps             |
| Hoofdcamera              | Carl Zeiss Optics             | Nee                                 | Nee                                 | Nee                                 | Nee                                 |
| Hoofdcamera              | Zoom                          | 4×                                  | 4×                                  | 4×                                  | 4×                                  |
| Hoofdcamera              | Flits                         | Nee                                 | Nee                                 | Nee                                 | Nee                                 |
| Hoofdcamera              | Optische beeldstabilisatie    | Nee                                 | Nee                                 | Nee                                 | Nee                                 |
| Hoofdcamera              | Cameraknop                    | Ja                                  | Ja                                  | Ja                                  | Ja                                  |
| Hoofdcamera              | Digital Negative image format | Nee                                 | Nee                                 | Nee                                 | Nee                                 |
| Sensoren                 | Sensoren                      | Lumia 520                           | Lumia 521                           | Lumia 525                           | Lumia 526                           |
| Windows Hello            | Vingerafdruk Scanner          | Nee                                 | Nee                                 | Nee                                 | Nee                                 |
| Windows Hello            | Infrarood Iris Scanner        | Nee                                 | Nee                                 | Nee                                 | Nee                                 |
| Microfoons               | Microfoons                    | 2                                   | 2                                   | 2                                   | 2                                   |
| Cortana                  | Cortana ondersteuning         | Ja                                  | Ja                                  | Ja                                  | Ja                                  |
| Cortana                  | “Hey Cortana” oproep          | Via tweak                           | Via tweak                           | Via tweak                           | Via tweak                           |
| Accelerometer            | Accelerometer                 | Ja                                  | Ja                                  | Ja                                  | Ja                                  |
| Omgevingslichtdetector   | Omgevingslichtdetector        | Ja                                  | Ja                                  | Ja                                  | Ja                                  |
| Nabijheidssensor         | Nabijheidssensor              | Ja                                  | Ja                                  | Ja                                  | Ja                                  |
| Magnetometer             | Magnetometer                  | Nee                                 | Nee                                 | Nee                                 | Nee                                 |
| Gyroscoop                | Gyroscoop                     | Nee                                 | Nee                                 | Nee                                 | Nee                                 |
| Barometer                | Barometer                     | Nee                                 | Nee                                 | Nee                                 | Nee                                 |
| SensorCore               | SensorCore                    | Nee                                 | Nee                                 | Nee                                 | Nee                                 |

### Modelvarianten
| Naam     | 520T     | 520      | 520             | 521              | 525      | 526      |
| Model    | RM-913   | RM-914   | RM-915          | RM-917           | RM-998   | RM-997   |
| -------- | -------- | -------- | --------------- | ---------------- | -------- | -------- |
| Regio    | China    | Globaal  | Latijns-Amerika | Verenigde Staten | Globaal  | China    |
| 3G       | Band 1/2 | Band 1/8 | Band 1/2/5      | Band 1/2/4/5     | Band 1/8 | Band 1/2 |
| 4G       | Geen 4G  | Geen 4G  | Geen 4G         | Geen 4G          | Geen 4G  | Geen 4G  |
| NFC      | Nee      | Nee      | Nee             | Nee              | Nee      | Nee      |
| DTV      | Nee      | Nee      | Nee             | Nee              | Nee      | Nee      |
| Dual Sim | Nee      | Nee      | Nee             | Nee              | Nee      | Nee      |

## Opmerkingen
1. ↑  Windows 10 Mobile is vereist